# Elaphoglossum crassipes
Elaphoglossum crassipes är en träjonväxtart som först beskrevs av Georg Hans Emmo Wolfgang Hieronymus, och fick sitt nu gällande namn av Friedrich Ludwig Diels. Elaphoglossum crassipes ingår i släktet Elaphoglossum och familjen Dryopteridaceae. Inga underarter finns listade.